# 예브게니 투치코프
예브게니 알렉산드로비치 투치코프(러시아어: Евге́ний Алекса́ндрович Тучко́в, 1892년 ~ 1957년 4월 15일)는 소련 통합국가정치보안부(OGPU) 소속 반종교과의 총책임자였다. 그는 1892년 수즈달 근처 텔랴코보 마을에서 태어났다. 투치코프는 4년 동안의 초등교육을 마친 뒤, 빵집과 신발가게에서 일했다.
1917년 러시아 혁명이 일어나자 투치코프는 볼셰비키 당에 가입하였으며 1918년 5월(다른 자료에 의하면 12월이라고도 한다)에 체카에 가입하였다. 투치코프는 1922년 5월부터 1929년 10월까지 국가정치부 소속 비밀국 제6부에서 일하며 1920년대 내내 러시아 정교회 및 소련 내 종교 활동을 감시하는 임무를 맡았다. 그는 성직자들의 대량 체포와 처형을 계획하는 일을 맡았으며, 총주교를 심문하기도 했다. 또한 그는 교회 내 자유적인 성향의 개혁운동을 지원하여 기존 러시아 정교회를 이루고 있던 성직자들을 대체하려 하였다.
1939년 그는 내무인민위원회(NKVD)에서 해고되었으며 사회 지식을 가르치는 관련 강사로 일했다. 1957년 사망했다.